# 伊普魯阿市立球場
伊普魯阿市立球場（西班牙語：Estadio Municipal de Ipurúa）是一座位於西班牙埃瓦爾的多用途球場。啟用自1947年，現時是西班牙足球乙級聯賽球隊伊巴的主場。